# Sin Sukju
Sin Sukju (né en 1417 dans la commune de Noan à Naju et mort le 21 juin 1475 à Séoul) est un homme politique, un linguiste, un philosophe confucéen, un diplomate, un artiste, et un professeur coréen de la dynastie Joseon. Il est considéré comme l'un des principaux érudits de son époque. Il servit le roi Sejong, créateur du hangeul, l'alphabet coréen. Les noms de plume de Sin Sukju sont Huihyeondang (희현당 ; 希賢堂) et Bohanjae (보한재 ; 保閑齋). Son nom de courtoisie était Beomong (범옹 ; 泛翁). Sa flexibilité en matière de politique lui a permis d'atteindre des positions importantes pendant le règne de Sejong (r. 1418-1450) puis de servir sept rois et en particulier de survivre au coup d'état de Sejo (r. 1455-1468).

## Biographie
Dans les années 1440, sous la direction du roi Sejong et en tant que linguiste et sinologue, Sin Sukju est l'un des érudits qui ont contribué à créer et à répandre le hangeul, un nouvel alphabet spécialement conçu pour faciliter l'écriture du coréen et éviter l'usage des caractères chinois. Dans ce cadre, Sin se rend plusieurs fois dans le Liaodong en compagnie de Seong Sammun (1418-1456) pour recueillir l'avis de Huang Zan, un savant chinois expert en phonologie. En 1450, ils consultent Ni Qian alors que celui-ci participe à une mission diplomatique chinoise à Séoul, leur objectif étant de reproduire également correctement les mots d'origine chinoise. Travaillant pour le compte du bureau royal des interprètes, Sin réalise une version du dictionnaire chinois de 1378 en hangeul, ce qui permet d'y consigner la prononciation.
En tant que diplomate, Sin Sukju est envoyé en 1443 à Tsushima pour l'élaboration d'un traité avec le Japon. En effet, la côte du sud était menacée par des pirates japonais. En conséquence, le commerce est dès lors soumis à une autorisation gouvernementale et seuls trois ports restent ouverts. Il reste responsable des contacts diplomatiques avec ce pays puis écrit un livre sur le Japon et les îles Ryūkyū, le Haedong chegukki.
Sin Sukju fut ministre de la Défense (1456), vice-premier ministre (1457-1459, puis 1459-1462) et premier ministre de la dynastie Joseon (1462-1464, puis 1471-1475). Il s'est rendu fréquemment en Mandchourie ainsi qu'à Pékin et maitrisait le chinois, le japonais, le mongol et le jurchen.

## Œuvres
- Bohanjaejip (보한재집, 保閑齋集)
- Saseonhtonggo (사성통고, 四聲通攷)
- Nongsanchukmokseo (농산축목서)

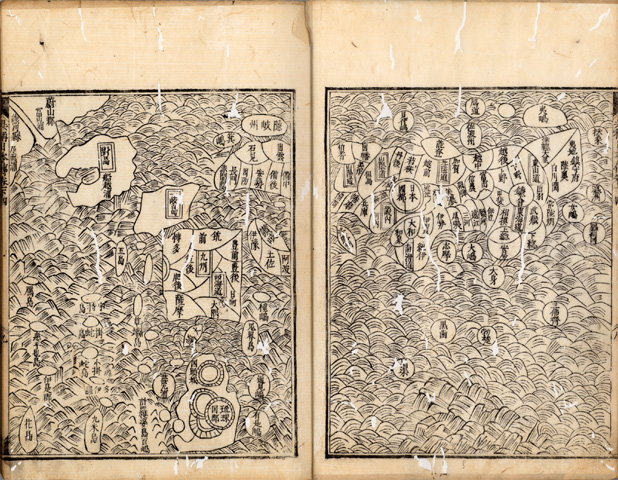
Carte du Japon réalisée par Sin Sukju

- Dongguk jeongun (동국정운) : La vraie prononciation de Corée, 1447.
- Gukjobogam (국조보감)
- Bukjeongrok (북정록, 北征錄)
- Haedong chegukki (해동제국기, 海東諸國記) : Observations sur les pays de l'est, le Japon et les Ryūkyū. 1471.
- Hongmu jeongun yeokhun : Traduction et commentaires du Hongwu Zhenghyun, le dictionnaire officiel chinois. 1455. Cet ouvrage fixe dans l'alphabet coréen la prononciation correcte du chinois.
- Hunmin jeongum haerye :  Explications et exemples pour le Hunmin jeongum, le texte introduisant l'alphabet hangeul. Écrit en collaboration avec Jeong Inji, 1446.

Il a également participé à la compilation du premier grand code législatif de Corée, le Gyeongguk daejeon en 1469.

### Art
- Hwamyungsa yegyumsigo (화명사예겸시고 和明使倪謙詩稿)